# Rinquinos
Os rinquines ou rinquinos (em grego: Ῥυγχίνοι; romaniz.: Rhynchinoi) foram uma tribo eslava meridional (ou ávaro-eslava) do sul da Macedônia no século VII. O nome deles provavelmente deriva de um local, um rio não identificado. A tribo é atestada nos Milagres de São Demétrio, uma coleção de histórias relacionadas com o santo patrono de Tessalônica, São Demétrio. De acordo com os Milagres, em meados do século VII os rinquines formaram uma Esclavínia próximo da cidade, sob um rei chamado Perbundo. Após o último ser preso e executado pelas autoridades bizantinos, os rinquines ergueram-se em revolta e aliaram-se com outras tribos esclavenas, os sagudatas e os drogubitas, e lançaram um cerco mal-sucedido à Tessalônica.